# Pelourinho de Mões
O Pelourinho de Mões situa-se na freguesia de Mões, município de Castro Daire, estando classificado como Imóvel de Interesse Público (Decreto nº23 122, de 11 de outubro de 1933).
Apesar da data do foral atribuído por D. Manuel I ser de 1514, crê-se que este pelourinho data do século XVII. O pelourinho actual é o resultado da restauração efectuada em 1957.
É um dos poucos pelourinhos existentes em Castro Daire; bem perto dele ainda se pode encontrar o local da antiga câmara/cadeia do concelho; existem registos do Foral Novo concedido por el-Rei D. Manuel I, a 7 de Maio de 1514; recorde-se que este concelho de Mões foi dos mais importantes do Reino, resistindo à 1ª reforma administrativa em 1836, só sendo extinto por Decreto de 19 de Novembro de 1855.[carece de fontes?]
Sobre este monumento, escreveu Mário Guedes Real na Revista Beira Alta vol. XVII, nº4, 1958, pág. 330-331, o seguinte:
Três são os degraus, de secção quadrada, talhados em esquadria, de aresta viva. Sobre eles a plataforma, de igual configuração e área de conveniente e simétrica proporção decrescente, serve de pedestal à coluna cuja base é constituída por duas molduras separadas por profunda gola. Destas molduras curvilíneas, a modo de duplo anel, sobre o fuste cilíndrico, liso e inteiriço, volumoso rolo de granito como todo o monumento. Em altura não deve exceder os 2 metros. Por remate, sustenta uma grossa peça de secção ligeiramente maior, circular na parte inferior e afeiçoada em quadrado no terço superior. No centro do plano de quatro lados da superfície cimeira repousa uma esfera que semelha um pelouro das antigas bombardas. Não possui esta picota qualquer inscrição, ou data, nem perfurações para engaste de ferros ou ganchos de sujeição.